# Iglesia Nereditsa

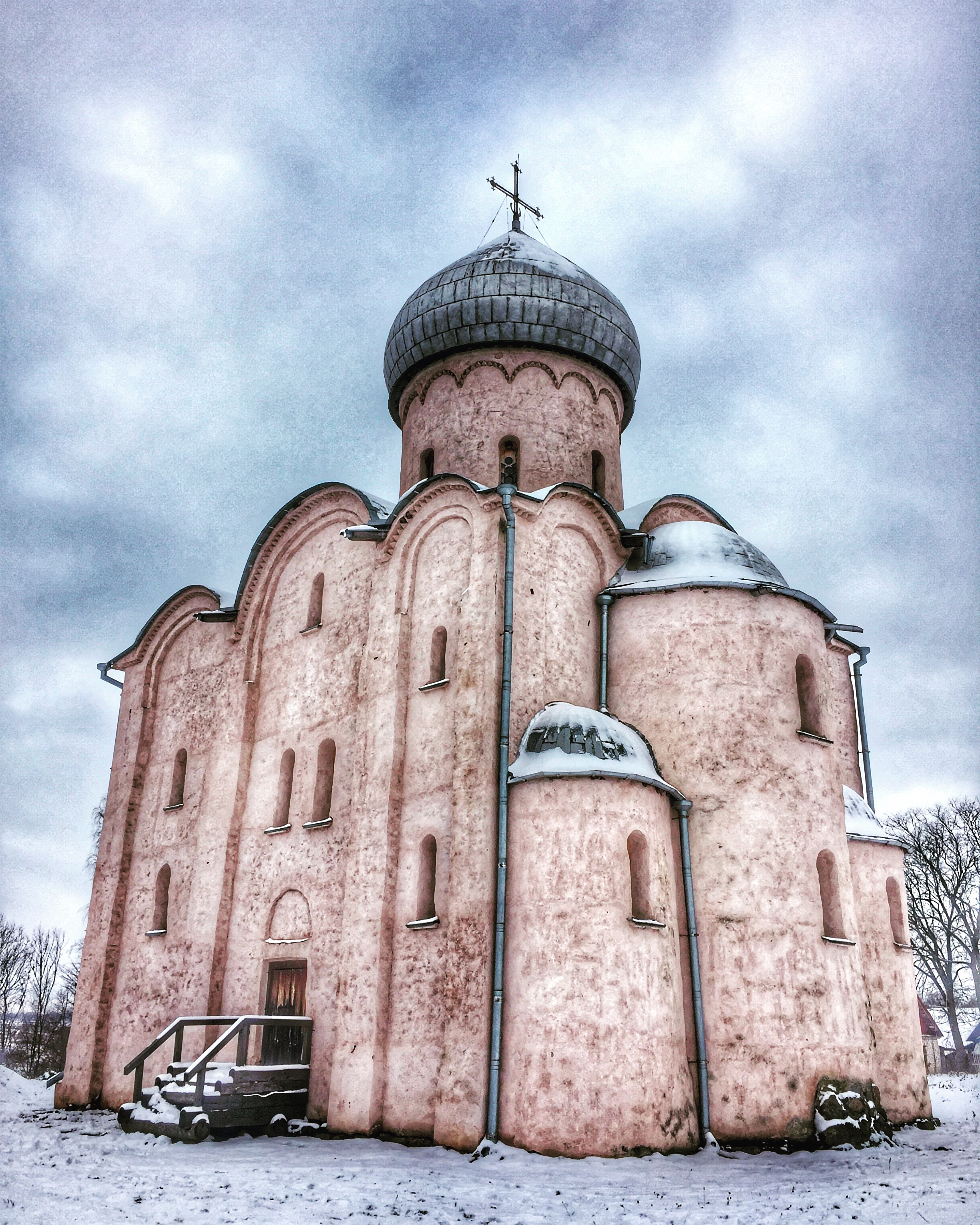
Iglesia del Salvador en Neréditsa. 2016

La Iglesia del Salvador en Neréditsa es una iglesia ortodoxa construida en 1198. Es una de las iglesias más antiguas de Rusia. La Iglesia de la Transfiguración, situada en el Distrito Novgorodski del Óblast de Nóvgorod, Rusia, 1.5 km al sur de Veliki Nóvgorod en el pueblo de Spas-Neréditsa en la orilla derecha del río Mali Vóljovets en una pequeña colina de Neréditsa cerca de Rúrikovo Gorodische.
La Iglesia de Salvador en Neréditsa está incluida en la lista de Patrimonio Mundial como parte de objeto 604 Monumentos históricos de Nóvgorod y sus alrededores. El edificio ha sido designado un monumento arquitectónico de importancia federal (#5310113002).

## Historia
La iglesia fue fundada en 1198 por el príncipe de Nóvgorod Yaroslav Vladímirovich  y decorada con  frescos en 1199.  La iglesia estaba situada fuera de la ciudad de Nóvgorod pero cerca de la residencia del príncipe y era considerada por el príncipe como el lugar para su futura tumba. En 1903-1904 fue ampliamente restaurada por Piotr Pokryshkin.
Durante la Segunda Guerra Mundial la iglesia quedó situada en la línea de frente entre 1941 y 1943 y fue destruida. Fue restaurada posteriormente, sin embargo, la mayor parte de los frescos no se pudieron salvar, y se conocen actualmente por las fotos de la preguerra que ya existían.

## Arquitectura

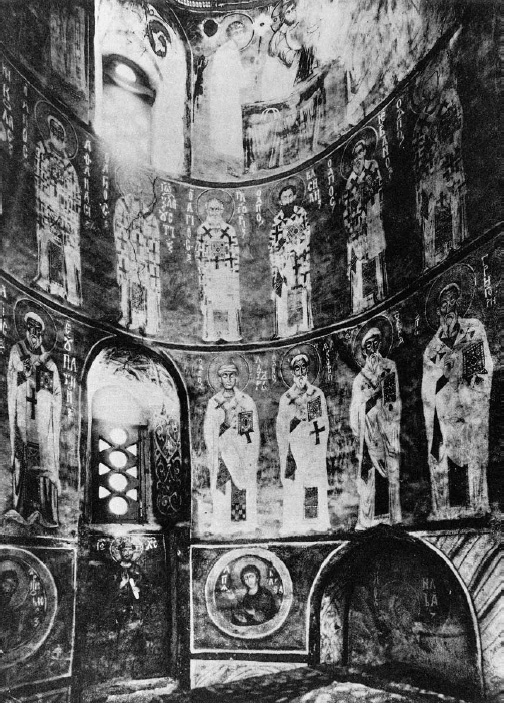
El interior con los frescos, anterior a 1917

La pequeña iglesia de piedra tiene forma de cubo y una cúpula. Está cimentada sobre cuatro pilares y tiene tres ábsides en el lado oriental. Este tipo de pequeñas iglesias se desarrolló en Novgorod a finales del siglo XII y existen varias iglesias de este tipo en Nóvgorod y en Stáraya Ládoga.

## Frescos
Los frescos fueron creados por un número de ocho a diez artistas. Cubrieron todo el interior de la iglesia, incluyendo las pilares, las paredes, el techo, y la cúpula. No hay un sistema aparente en la creación de los frescos. Posiblemente, los pintores no se conocían y tenían estilos diferentes.  En particular, normalmente en la cúpula se tendría que haber pintado un fresco de Cristo Salvador pero en esta iglesia la cúpula estuvo ocupada por la Ascensión.
Cristo fue pintado en la cúpula en el Imperio Bizantino ya en el siglo IX, y la pintura de otros frescos en la cúpula era en ese momento señal de que la iglesia pertenece a una región muy periférica. El fresco del Juicio Final fue considerado como el más impresionante de la iglesia, pintado sobre toda la pared occidental. Sólo sobrevivieron fragmentos de este fresco. En 1246 fue pintado en la pared meridional un fresco retratando al príncipe Yaroslav Vsévolodovich. 

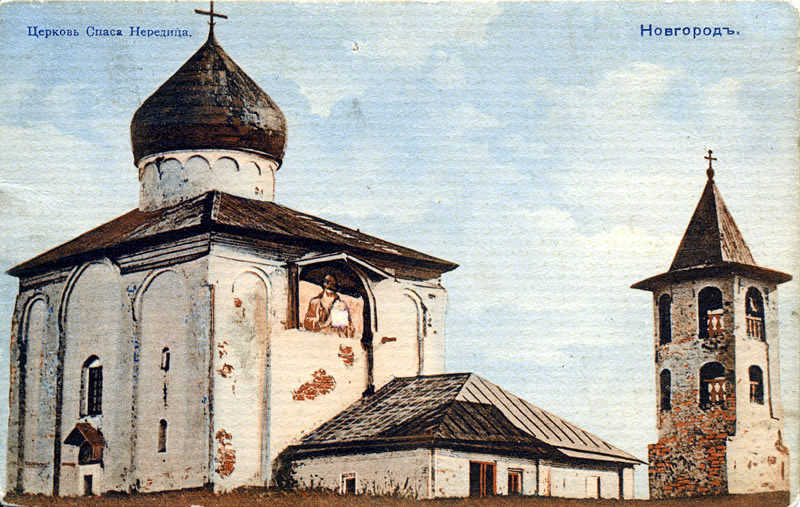
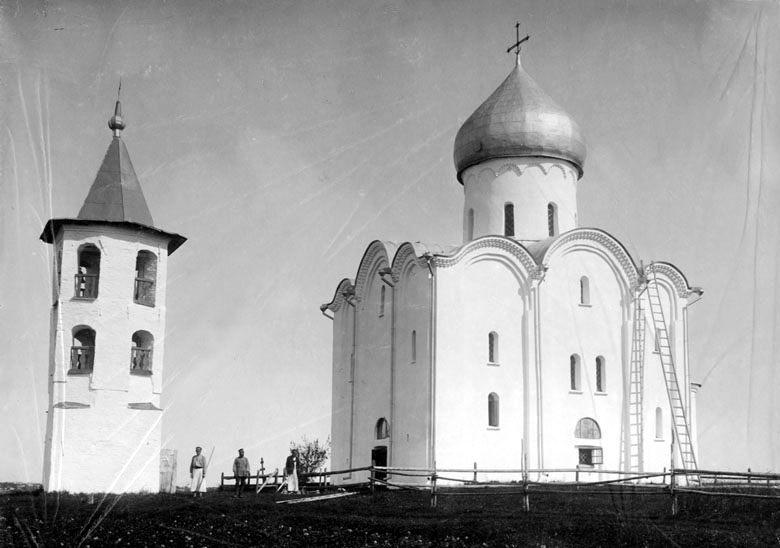
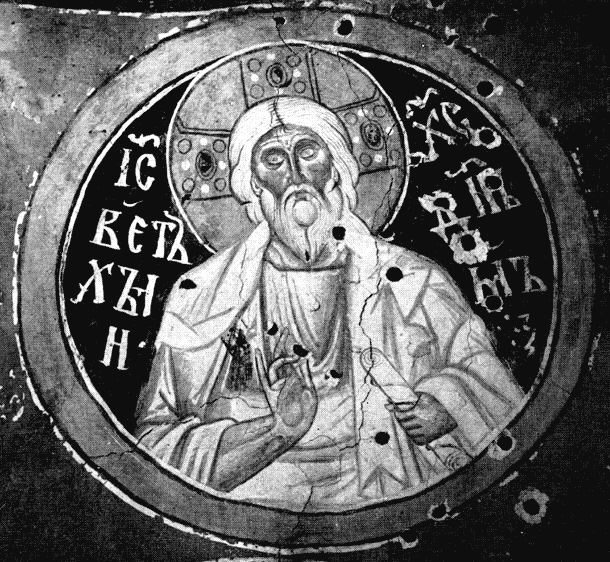
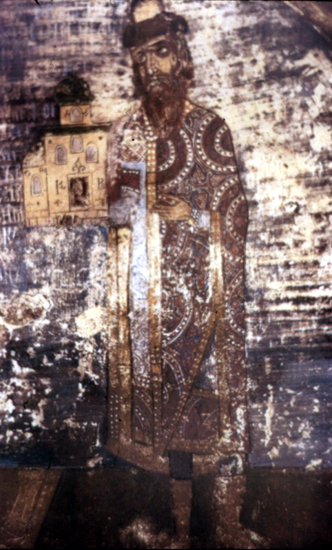
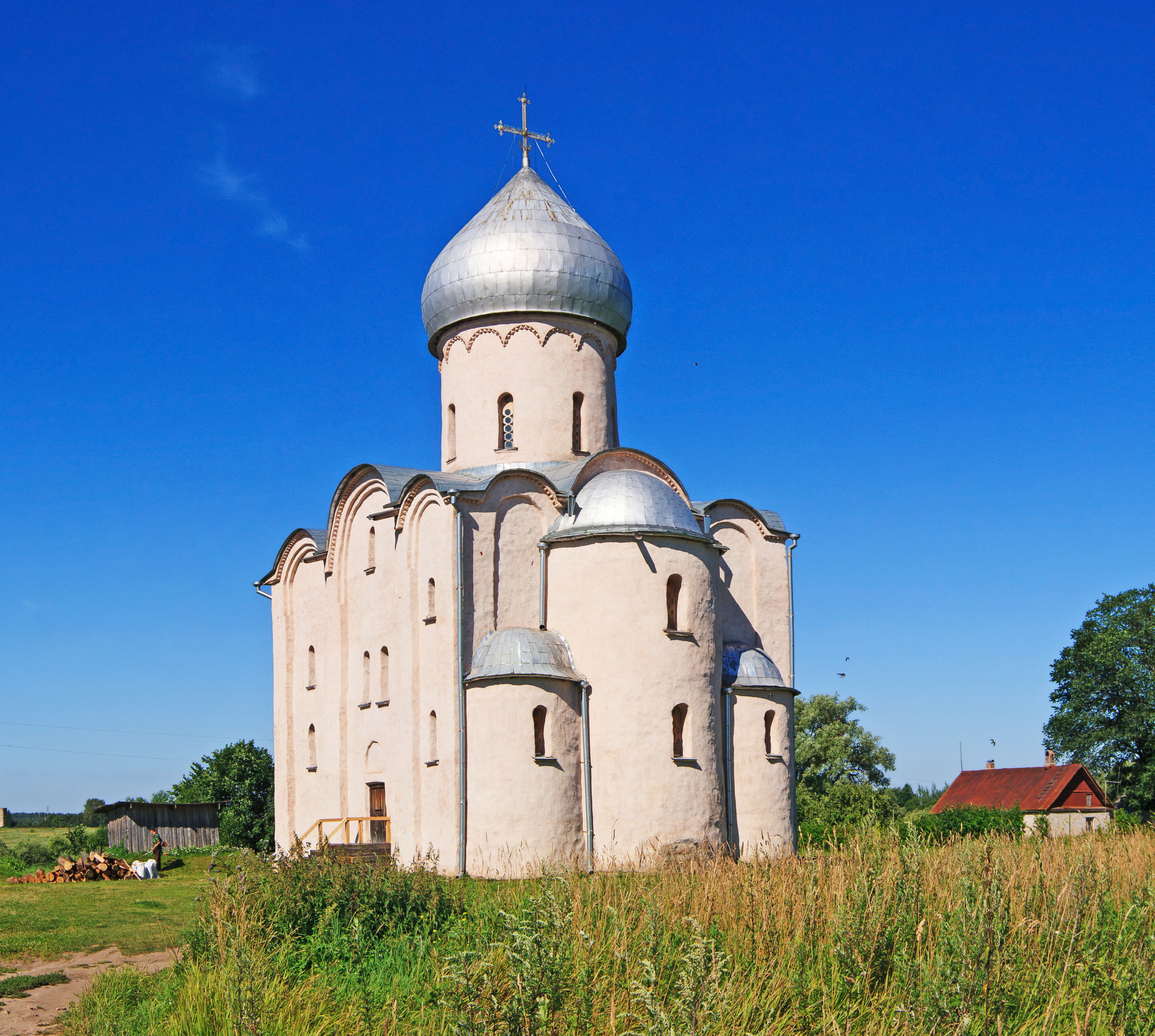
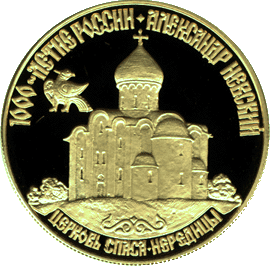